# 普姆
普姆（法語：Poum，發音：[pum]）是法国海外特殊集体新喀里多尼亞北部省的市镇，面积469.4平方千米，2019年1月1日人口为1,435人。

## 历史
1977年1月5日，普姆从市镇库马克分离出来，成为独立市镇。

## 地理
普姆（20°14'0"S, 164°1'0"E）面积469.4平方千米，位于法国海外特殊集体新喀里多尼亞。
与普姆接壤的市镇（或旧市镇、城区）包括：库马克、韦戈阿。
普姆的时区为UTC+11:00。

## 行政
普姆的邮政编码为98826，INSEE市镇编码为98826。

## 政治
普姆的现任市长为亨丽埃特·蒂吉内·赫马埃（Henriette Tidjine-Hmae）女士，任期为2020-2026年。

## 人口
普姆于2019年1月1日时的人口数量为1435人。